# استرونا
استرونا (به ایتالیایی: Strona) یک کومونه در ایتالیا است که در استان بیه‌لا واقع شده‌است.

## خصوصیات
استرونا ۳٫۸ کیلومترمربع مساحت و ۱٬۲۱۷ نفر جمعیت دارد.